# Académie de la langue mixtèque
L’Académie de la langue mixtèque (en mixtèque : Ve'e Tu'un Savi, espagnol : Academia de la Lengua Mixteca) est une organisation créée en 1997 par un groupe d’activiste mixtèque et qui a pour objectif la préservation et la promotion des langues mixtèques.